# ГЕС Língjīntān
ГЕС Língjīntān (凌津滩水电站) — гідроелектростанція у центральній частині Китаю в провінції Хунань. Знаходячись між ГЕС Уцянсі (вище по течії) та ГЕС Таоюань, входить до складу каскаду на річці Юаньцзян, котра впадає до розташованого на правобережжі Янцзи великого озера Дунтін.
В межах проекту річку перекрили бетонною греблею висотою 52 метра та довжиною 915 метрів. Вона утримує витягнуте на 41,4 км водосховище з площею поверхні 25,3 км2 та об'ємом 153 млн м3 (корисний об'єм 46 млн м3), в якому припустиме коливання рівня у операційному режимі між позначками 49,1 та 50 метрів НРМ (під час повені рівень може зростати до 62,9 метра НРМ, а об'єм — до 634 млн м3). При греблі облаштований судноплавний шлюз із розмірами камери 120х12 метрів.
Інтегрований у греблю машинний зал обладнали дев'ятьма бульбовими турбінами потужністю по 30 МВт, які використовують напір до 13,2 метра (номінальний напір 8,5 метра) та забезпечують виробництво 1215 млн кВт-год електроенергії на рік.
Видача продукції відбувається по ЛЕП, розрахованим на роботу під напругою 220 кВ та 110 кВ.